# Brahim Zaari
Brahim Zaari, né le 12 octobre 1989 à Schaijk (Pays-Bas) est un footballeur néerlando-marocain évoluant au poste de gardien de but.

## Biographie
Brahim a été formé dans le club de FC Den Bosch, il est entré dans ce centre de formation à l'âge de quatorze ans.
Après un bref passage au FC Eindhoven, Brahim  Zaari signe au Raja de Casablanca en 2013 où il participait en tant que remplaçant de Khalid Askri, Zaari quitte le Raja sous les applaudissements des supporters après une grave blessure qui l'a conduit à arrêter le football pendant plusieurs mois.
Il a été appelé en équipe du Maroc pour la première fois en 2009 par Roger Lemerre, sans toutefois entrer en jeu.

## Statistiques par saison
| Saison  | Club         | Pays     | matchs | buts | Compétition    |
| ------- | ------------ | -------- | ------ | ---- | -------------- |
| 2007/08 | FC Den Bosch | Pays-Bas | 3      | 0    | Erste Division |
| 2008/09 | FC Den Bosch | Pays-Bas | 31     | 0    | Erste Division |
| 2009/10 | FC Den Bosch | Pays-Bas | 37     | 0    | Erste Division |
| 2010/11 | FC Den Bosch | Pays-Bas | 20     | 0    | Erste Division |

## Carrière
- 2007 - 2011  FC Den Bosch
- 2011 - 2013  FC Eindhoven
- 2013 -  Raja de Casablanca

## Palmarès
FC Eindhoven:
- Champion de Erste Division
- Vice-champion du Erste Division

 Raja de Casablanca:
- Coupe du Trône
  - Finaliste en 2013
- Coupe du monde des clubs
  - Finaliste en 2013
- Championnat du Maroc de football
  - Vice-champion en 2014

## Distinction personnelle
- Meilleur gardien du Erste Division en 2007
- Meilleur gardien marocain évoluant dans le Erste Division en 2009